# مجدي رشوان
مجدي رشوان (8 أغسطس 1973 -)، ممثل مصري.

## عن حياته
(مجدي عبد الحكيم رشوان) ممثل مصري من مواليد 5 أغسطس 1973 - حي السيدة زينب بالقاهرة، حاصل على بكالوريوس التربية - قسم اللغة الفرنسية - جامعة عين شمس، وذلك عام 1994، بدأ التمثيل منذ مسرح مدرسته «ليسيه الحرية - باب اللوق»، وكان يلتحق بأنشطة التمثيل هناك من أجل الهروب من الدراسة ثم مع الوقت أنقلب الأمر إلى عشقاً حقيقياً وهو ما أستمر إلى فترة الجامعة، حيث شهد مسرح جامعة عين شمس على ذلك من خلال أعماله عليه وأهمها كان مسرحية «بكره» تأليف وإخراج: محمود الطوخي، والتي عرضت عام 1994 قبل تخرجه. بعد التخرج مباشرةً سافر إلى أمريكا وكان هدفه الأساسي من هذا السفر هو دراسة التمثيل بعمق هناك فألتحق بـ «نيويورك فيلم أكاديمي - قسم التمثيل السينمائي» ولكي يستطيع سداد المصاريف الباهظة للدراسة هناك كان يعمل أعمال كثيرة ليأتي منها بأموال ليضعها جميعاً في إتمام دراسته هناك وحضور الورش العملية وشراء الكتب والأسطوانات التعليمية، وحضوره أمام كبار الممثلين هناك ليتعلم منهم، وهناك ألتقى بـ «جورج كلوني» الممثل العالمي الشهير; والذي شجعه على إكمال الدراسة والمثابرة حيث أكد له أنه ممثل مهم وله مستقبل باهر وقال له بالنص: Keep Going، وأختاره معه ليشاركه في فيلمه «Three Kings || الملوك الثلاثة» ليجسد دور (قائد القوات العراقية) وكان ذلك في 1999، ثم تخرج من نيويورك فيلم أكاديمي 2002، وبعدها عاد إلى مصر ليلتحق بـ «أكاديمية الفنون - قسم تمثيل وإخراج»، وألتقى بالفنان (نور الشريف)، الذي أشاد به وأخبره بأن موهبته فذة وأنه صادق وعميق المشاعر، وطلب منه أن يبقى في مصر ولا يرحل مرة أخرى معللاً ذلك أن نسبة وصوله ستكون كبيرة جداً يوماً ما، وها هو مستمرٌ في التألق محاولاً أن يقدم ما يلقى قبول ومتعة المشاهدين.

### المؤهلات العلمية
- بكالورريوس التربية - قسم اللغة الفرنسية - جامعة عين شمس.
- نيويورك فيلم أكاديمي - قسم التمثيل السينمائي.
- أكاديمية الفنون - قسم التمثيل والإخراج.

### الهوايات
- يحب الهدوء.
- ممارسة الرياضة بوجه عام.
- ممارسة البنج بونج.
- ممارسة السباحة.
- ممارسة رياضة ركوب الخيل.
- مشاهدة مباريات الملاكمة.
- مشاهدة الأفلام السينمائية.
- تأمل الناس وأفعالهم في الشارع.

### المهارات الشخصية
- يتحدث ثلاث لغات بطلاقة; وهم: العربية، الإنجليزية، الفرنسية.
- بطل دولي في رياضة البوكس من عام 1986 إلى عام 1992.
- يُصنف كـ ملاكم شرس جداً على الحلبة.

## أعماله
- مسلسل (اشواك الحب، الجزء الثاني) - 1996

- فيلم (ثلاثة ملوك || Three Kings) - تأليف وإخراج: ديفيد أو. راسيل - 1999
- مسلسل (رجل الأقدار) - تأليف: سامى غنيم - إخراج: وفيق وجدي - 2003
- مسلسل (أوراق مصرية - الجزء الثالث) - تأليف: طه حسين سالم - إخراج: وفيق وجدي - 2004
- مسرحية (يا غولة عينك حمرا) - تأليف: كرم النجار - إخراج: حسن عبد السلام - 2004
- فيلم (مهمة صعبة) - قصة وسيناريو وحوار: حمدي يوسف - إخراج: إيهاب راضي - 2006
- فيلم (الحب كده) - تأليف: طارق الأمير - إخراج: أكرم فريد - 2007
- مسلسل (الدالي ج1) - تأليف: وليد يوسف - إخراج: يوسف شرف الدين - 2007
- فيلم (ليلة البيبي دول) - تأليف: عبد الحي أديب - إخراج: عادل أديب - 2008
- مسلسل (الدالي ج2) - تأليف: وليد يوسف - إخراج: يوسف شرف الدين - 2008
- مسلسل (الهاربة 2) - سيناريو وحوار: محمد سليمان - إخراج: يوسف شرف الدين - 2011
- مسلسل (الدالي ج3) - تأليف: وليد يوسف - إخراج: يوسف شرف الدين - 2011
- مسلسل (المحروس والمحروسة) - تأليف: محمد أبو العلا السلاموني - إخراج: شادي سرور - 2013
- مسلسل (خلف الله) - تأليف: زكريا السيلي - إخراج: حسني صالح - 2013
- مسلسل (الكبير أوي 3) - تأليف: مصطفى صقر - إخراج: أحمد الجندي - 2013
- مسرحية (وبحلم يا مصر) - تأليف: نعمان عاشور - إخراج: عصام السيد - 2015
- فيلم (تسعة) - سيناريو وحوار: إيهاب راضي / أحمد صبحي - إخراج: إيهاب راضي - 2015
- مسرحية (الحلال) - تأليف: أشرف حسني - إخراج: محمد إبراهيم - 2016

## روابط خارجية
- مجدي رشوان على موقع الدهليز
- مجدي رشوان على موقع قاعدة بيانات الأفلام العربية